# Fly (album Yoko Ono)
Fly è il secondo album discografico di Yōko Ono pubblicato nel 1971 dalla Apple Records in formato doppio LP e Stereo8.

## Il disco
Si tratta di un album di musica sperimentale pubblicato con una copertina apribile in stile avant-garde/Fluxus con accluso un poster a grandezza naturale e una cartolina per ordinare il libro Grapefruit della Ono. Tra i brani più noti sono inclusi i singoli Midsummer New York e Mrs. Lennon, Hirake (alias Open Your Box) e Don't Worry, Kyoko (Mummy's Only Looking for Her Hand in the Snow), dedicata alla figlia di Yoko, Kyoko Cox. Airmale fa parte della colonna sonora del film sperimentale Erection di John Lennon, mentre la title track Fly è la colonna sonora dell'omonimo film della Ono.

### Registrazione
L'album fu registrato circa nello stesso periodo nel quale John Lennon registrava Imagine. Il 4 marzo 1971 Yōko Ono fu costretta a ri-registrare la voce in Open Your Box presso gli Abbey Road Studios, dopo che un dirigente della EMI aveva definito "sgradevole" il testo del brano. La canzone conteneva la strofa: «Open your trousers, open your skirt, open your legs and open your thighs» ("Apri i pantaloni, apri la gonna, apri le gambe e apri le cosce"). Le parole "trousers", "skirt", "legs", e "thighs" furono cambiate con "houses", "church", "lakes", e "eyes". Lennon e Ono non protestarono per la censura subita, dato che volevano solo "che il disco uscisse".
Will You Touch Me fu la prima traccia registrata durante le sessioni in studio per Fly. In seguito venne ri-registrata per l'abortito album A Story che avrebbe dovuto uscire nel 1974 (ma fu distribuito solo nel 1997) e poi ancora nel 1981 per l'inclusione in Season of Glass. Il nastro demo originale del brano è stato incluso come traccia bonus nella ristampa di Fly della Rykodisc del 1997.
Ogni edizione dell'album per Stati Uniti, Regno Unito e Giappone utilizzava il tipico squillo del telefono del Paese corrispondente nella traccia Telephone Piece (ovvero ogni edizione dell'album utilizzava registrazioni completamente diverse) - l'edizione in CD della Rykodisc utilizza la variante americana.

## Accoglienza
| Recensione    | Giudizio             |
| ------------- | -------------------- |
| Allmusic      | [ 2 ]                |
| Pitchfork     | 8.7/10               |
| Rolling Stone | (non classificabile) |

Negli Stati Uniti Fly raggiunse la posizione numero 199 della classifica di Billboard. Il 1º febbraio 1972, John e Ono Lennon eseguirono Midsummer New York accompagnati dalla Elephant's Memory Band durante una puntata del The Mike Douglas Show, andata in onda il 15 febbraio seguente.

## Tracce
Lato 1
1. Midsummer New York - 3:51
2. Mind Train - 16:52

Lato 2
1. Mind Holes - 2:47
2. Don't Worry Kyoko (Mummy's Only Looking for Her Hand in the Snow) - 4:55
3. Mrs. Lennon - 4:12
4. Hirake - 3:31
5. Toilet Piece/Unknow - 0:30
6. O'Wind (Body Is the Scar of Your Mind) - 5:22

Lato 3
1. Airmale - 10:43
2. Don't Count the Waves - 5:24
3. You - 8:59

Lato 4
1. Fly - 22:52
2. Telephon Piece - 0:37

## Formazione
- Yōko Ono - voce
- John Lennon - chitarra, basso, pianoforte, organo
- Klaus Voormann - basso, chitarra, percussioni
- Jim Keltner - batteria, percussioni
- Ringo Starr - batteria in Don't Worry, Kyoko
- Eric Clapton - chitarra in Don't Worry, Kyoko
- Bobby Keys - sax